# Theo Keating
Theo Keating (december 1971), alias Touché, is een Brits dj en muzikant. Hij behoort samen met Paul Eve tevens tot The Wiseguys, een Britse hiphop- en bigbeatband en werkt ook als house- en electro-dj en producer onder de naam Fake Blood.
In 2009 bracht hij het nummer I Think I Like It uit, opgebouwd rond een sample van het nummer "In the Heat of a Disco Night" uit 1979 van de Duitse discogroep Arabesque.

## Discografie Fake Blood

### Singles
| Single met eventuele hitnotering(en) in de Nederlandse Top 40 | Datum van verschijnen | Datum van binnenkomst | Hoogste positie | Aantal weken | Opmerkingen                 |
| ------------------------------------------------------------- | --------------------- | --------------------- | --------------- | ------------ | --------------------------- |
| Mars                                                          | 2009                  | 17-01-2009            | tip14           | -            | nr. 40 in de Single Top 100 |
| I think I like it                                             | 2009                  | 14-11-2009            | tip2            | -            | nr. 47 in de Single Top 100 |

| Single met hitnotering(en) in de Vlaamse Ultratop 50 | Datum van verschijnen | Datum van binnenkomst | Hoogste positie | Aantal weken | Opmerkingen |
| ---------------------------------------------------- | --------------------- | --------------------- | --------------- | ------------ | ----------- |
| Mars                                                 | 2009                  | 18-10-2009            | tip2            | -            |             |
| I think I like it                                    | 2009                  | 28-11-2009            | 9               | 13*          |             |

### Remixes
- Armand Van Helden - I Want Your Soul (Fake Blood Remix) (2007)
- Bonde do Rolê - Marina Gasolina (Fake Blood Remix) (2007)
- The Count and Sinden met Kid Sister - Beeper (Fake Blood Remix) (2007)
- Little Boots - Stuck on Repeat (Fake Blood Remix) (2008)
- Underworld - Ring Road (Fake Blood Remix) (2008)
- UNKLE - Restless (Fake Blood Remix) (2008)
- Dan Le Sac Vs Scroobius Pip - Look for the Woman (Fake Blood Remix) (2008)
- South Rakkas Crew - Mad Again (Fake Blood Remix) (2008)
- The Kills - Cheap and Cheerful (Fake Blood Remix) (2008)
- Hot Chip - Touch Too Much (Fake Blood Remix) (2008)
- Miike Snow - Animal (Fake Blood Remix) (2009)
- Calvin Harris - Ready for the Weekend (Fake Blood Remix) (2009)
- The Gossip - Love Long Distance (Fake Blood Remix) (2009)
- Arabesque - In the Heat of a Disco Night (Fake Blood Remix) (2009)